# Hamburger SV (Frauenfußball)
Die Frauenfußballabteilung des Hamburger SV besteht seit 1970 und umfasst drei Frauen- und vier Mädchenmannschaften. Die erste Mannschaft spielt ab der Saison 2025/26 wieder in der Bundesliga und die zweite Mannschaft in der drittklassigen Regionalliga Nord. Spielort der ersten Mannschaft ist das Volksparkstadion. Die weiteren Teams spielen auf der Paul-Hauenschild-Sportanlage in Norderstedt.

## Geschichte
1970 wurde die Frauenfußball-Abteilung des Hamburger SV gegründet. In den siebziger und achtziger Jahren stand sie im Schatten von Vereinen wie FTSV Lorbeer Rothenburgsort oder FSV Harburg. 1975 wurde die Frauenmannschaft erstmals Hamburger Meister und 1990 stieg sie nach dem erneuten Gewinn der Hamburger Meisterschaft in die Oberliga Nord, damals die zweithöchste Spielklasse, auf. In der Oberliga erreichte sie mit wenigen Ausnahmen stets vordere Platzierungen. 1997 nahm sie als Vizemeister an der Aufstiegsrunde zur Bundesliga teil, wo sie hinter Fortuna Sachsenroß Hannover Zweiter wurde. Weil Hannover jedoch auf die Teilnahme an der Bundesliga verzichtete, rückte der HSV nach. In der ersten Bundesligasaison wurde die Mannschaft Letzter und stieg ab. Anschließend wurde der Verein drei Mal hintereinander Meister der Regionalliga Nord, konnte sich jedoch erst 2001 in der Aufstiegsrunde durchsetzen. In der Saison 2001/02 stieg man direkt wieder ab, erreichte aber das Endspiel des DFB-Pokals, in dem der HSV dem 1. FFC Frankfurt mit 0:5 unterlag. 2003 wurde der HSV wieder Meister der Regionalliga Nord und erreichte in der Aufstiegsrunde den Wiederaufstieg in die Bundesliga. In der Saison 2003/04 erreichte die Mannschaft den sechsten Tabellenplatz und das Finale des Hallenpokals, in dem sie mit 0:1 gegen den 1. FFC Turbine Potsdam unterlag. In den folgenden Jahren etablierte sich die Mannschaft in der Bundesliga und erreichte mit dem vierten Platz in der Saison 2010/11 die beste Platzierung der Vereinsgeschichte. Nach der Saison 2011/12 wurde die Mannschaft aus finanziellen Gründen aus der Bundesliga zurückgezogen, um die Zuschüsse in den Frauenfußball-Vereinsbereich zu reduzieren, der sich nicht selbstständig finanzierte.
Die erste Frauenmannschaft begann daraufhin einen Neuanfang in der Regionalliga Nord. Nach vier Jahren in der Regionalliga Nord stieg die Mannschaft in der Saison 2015/16 in die Verbandsliga Hamburg ab. Dort wurden die Hamburgerinnen 2018 Vizemeister hinter dem TSC Wellingsbüttel. Ein Jahr später sicherte sich der HSV ohne Punktverlust die Meisterschaft. In der Aufstiegsrunde zur Regionalliga Nord setzte sich das Team mit 4:0 und 2:0 gegen ATS Buntentor durch und kehrte in die Regionalliga zurück. In der Saison 2021/22 gewann die Mannschaft den Meistertitel der Regionalliga Nord, unterlag im Aufstiegsspiel zur 2. Bundesliga aber der zweiten Mannschaft des 1. FFC Turbine Potsdam. In der Saison 2022/23 wurde das Team erneut Meister der Regionalliga Nord und stieg anschließend in die 2. Bundesliga auf, nachdem beide Aufstiegsspiele gegen den Meister der Regionalliga Nordost, Viktoria Berlin, mit 3:0 und 3:1 gewonnen wurden.
Die Saison 2023/24 beendete der HSV auf dem vierten Platz und verpasste somit den direkten Durchmarsch in die Bundesliga. In der Saison 2024/25 sicherte sich der HSV den Aufstieg am 25. Spieltag, nachdem die Mannschaft gegen den SC Freiburg II mit 3:0 gewann. Der HSV kehrte 13 Jahre nach dem Rückzug der Frauenmannschaft in die Bundesliga zurück. Im DFB-Pokal erreichte die Mannschaft das Halbfinale.

## Erste Mannschaft

### Kader der Saison 2025/26
(Stand: 4. Juli 2025)
(Sortierung nach Trikotnummer)
| 01 | Inga Schuldt    | Deutschland |
| 18 | Laura Sieger    | Deutschland |
| 33 | Larissa Haidner | Osterreich  |

| 06 | Annaleen Böhler  | Deutschland |
| 13 | Michela Croatto  | Osterreich  |
| 14 | Sophie Profé     | Deutschland |
| 15 | Annalena Wucher  | Osterreich  |
| 20 | Emilia Hirche    | Deutschland |
| 21 | Jaqueline Dönges | Deutschland |
| 31 | Jobina Lahr      | Deutschland |
| 39 | Nina Räcke       | Deutschland |

| 04 | Melanie Bünning   | Deutschland |
| 08 | Svea Stoldt       | Deutschland |
| 09 | Melina Krüger     | Deutschland |
| 10 | Carla Morich      | Deutschland |
| 17 | Mia Büchele       | Deutschland |
| 22 | Sophie Hillebrand | Osterreich  |
| 26 | Jonna Wrede       | Deutschland |
| 27 | Mária Mikolajová  | Slowakei    |
| 28 | Pauline Machtens  | Deutschland |
| 29 | Leni Eggert       | Deutschland |
| 30 | Tarah Burmann     | Deutschland |

| 07 | Vildan Kardeşler    | Deutschland |
| 11 | Melanie Brunnthaler | Osterreich  |
| 16 | Christin Meyer      | Deutschland |
| 19 | Victoria Schulz     | Deutschland |
| 23 | Viktoria Schwalm    | Deutschland |
| 24 | Almudena Sierra     | Frankreich  |
| 32 | Lotta Wrede         | Deutschland |

#### Wechsel zur Saison 2025/26
| Melanie Brunnthaler (SKN St. Pölten) |
| Michela Croatto (RB Leipzig)         |
| Larissa Haidner (Austria Wien)       |
| Sophie Hillebrand (SKN St. Pölten)   |
| Mária Mikolajová (SKN St. Pölten)    |
| Nina Räcke (RB Leipzig)              |
| Viktoria Schwalm (Turbine Potsdam)   |
| Laura Sieger (SKN St. Pölten)        |
| Annalena Wucher (First Vienna FC)    |

| Lisa Baum (RB Leipzig)              |
| Jana Braun (Karriereende)           |
| Nina Brüggemann (Karriereende)      |
| Merle Kirschstein (Turbine Potsdam) |
| Irma Schittek (vereinslos)          |
| Sarah Stöckmann (Viktoria Berlin)   |
| Carla Wilson (vereinslos)           |
| Amelie Woelki (SKN St. Pölten)      |
| Jolina Zamorano (Viktoria Berlin)   |

### Trainerhistorie seit 1997
Can Vanlı: 1997
Jens Martens: 1997–2001
Andrew Pfennig: 2001–2005
Achim Feifel: 2005–2012
Holger Prischmann: 2012–2013
Ralf Schehr: 2013–2015
Kay-Ole Schönemann: 2015
Christian Kroll: 2015–2018
Manuel Alpers: 2018–2021
Lewe Timm: 2021–2023
Marwin Bolz: 2023–2025
Liése Brancão: seit 2025

### Bekannte ehemalige Spielerinnen
- Anna Blässe (später VfL Wolfsburg)
- Britta Carlson (später Co-Trainerin der deutschen Nationalmannschaft, heute Trainerin beim 1. FC Köln)
- Ana Maria Crnogorčević (seit 2023 Atlético Madrid)
- Sarah Günther (später 1. FFC Frankfurt)
- Kim Kulig (später 1. FFC Frankfurt)
- Lena Petermann (heute Leicester City WFC)
- Almuth Schult (später VfL Wolfsburg)
- Toni Schmale (erste Nationalspielerin des HSV)
- Carolin Simon (heute FC Bayern München)
- Shelley Thompson (später VfL Wolfsburg)
- Claudia von Lanken (später Trainerin beim SC Sand)
- Tanja Vreden (erfolgreichste HSV-Torschützin aller Zeiten)
- Imke Wübbenhorst (zweifache U-19-Europameisterin)

### Spielstätten
Die Frauenmannschaft des HSV hatte ihre Heimspiele in der Bundesliga bis zur Abmeldung im Mai 2012 in der Wolfgang-Meyer-Sportanlage (seit Oktober 2022 Sportpark Eimsbüttel) ausgetragen.
Seit dem Neuanfang in der Regionalliga trat die Mannschaft für ihre Heimspiele auf der Paul-Hauenschild-Sportanlage in Norderstedt an, die lediglich Platz für maximal 300 Fans bietet. Zur Saison 2023/24, in der die erste Mannschaft um den Aufstieg in die Bundesliga spielte, kehrte die Frauenmannschaft für einzelne Spiele in den Sportpark Eimsbüttel zurück, um vor einem größeren Publikum von bis zu 1.700 Zuschauern spielen zu können. In der Saison 2024/25 spielte die Mannschaft auf Platz 6 am Volksparkstadion mit 630 Stehplätzen, da der Sportpark Eimsbüttel umgebaut wird.
Erstmals im Volksparkstadion spielte die Mannschaft im Viertelfinale des DFB-Pokals 2024/25 gegen Borussia Mönchengladbach (2:0). Auch das Spiel im Halbfinale gegen Werder Bremen (1:3 n. V.) fand im Volksparkstadion statt. Mit 57.000 Zuschauenden war das Spiel ausverkauft und stellte einen neuen Rekord für ein Vereinsspiel im Frauenfußball in Deutschland auf. Nach dem Aufstieg in die Bundesliga wird das Volksparkstadion die dauerhafte Heimspielstätte.

## Weitere Mannschaften

### Zweite Mannschaft
Die zweite Mannschaft des HSV stieg 2003 in die Regionalliga Nord auf und qualifizierte sich 2004 für die neu eingeführte 2. Bundesliga, stieg jedoch bereits nach einer Saison wieder ab. Nach dem direkten Wiederaufstieg wurde sie in der Saison 2006/07 Vizemeister und konnte sich anschließend in der 2. Bundesliga etablieren. In der Saison 2010/11 wurde sie Zweitligameister, aber nach Saisonende aus finanziellen Gründen in die Regionalliga zurückgezogen. Nach dem Rückzug der ersten Mannschaft in die Regionalliga 2012 spielte die zweite Mannschaft in der Saison 2012/13 in der Verbandsliga Hamburg und stieg in die Landesliga Hamburg ab. Die Rückkehr in die Oberliga Hamburg gelang mit einem ersten Platz in der Landesliga in der Saison 2018/19. Nach vier Jahren in der höchsten Hamburger Spielklasse sicherte sich die zweite Mannschaft des HSV in der Saison 2022/23 den Meistertitel und nahm an der Aufstiegsrunde zur Regionalliga teil, die sie mit einem Sieg gegen den Kieler MTV und einer Niederlage gegen Werder Bremen II auf dem zweiten Platz beendeten. Durch den Aufstieg der ersten Mannschaft des HSV wurde ein Entscheidungsspiel gegen die SpVg Aurich ausgetragen, was die zweite Mannschaft für sich entscheiden konnte und somit in die Regionalliga Nord aufstieg. In der Saison 2024/25 wurde sie Meister der Regionalliga Nord, verzichtete jedoch auf ihr Aufstiegsrecht in die 2. Bundesliga.

### Dritte Mannschaft
Die dritte Mannschaft des HSV wurde 2010 Meister der Verbandsliga Hamburg und belegte in der Saison 2010/11 den vierten Platz in der Regionalliga Nord. Nach dem Rückzug der zweiten Mannschaft in die Regionalliga 2011 spielte sie in der Saison 2011/12 in der Verbandsliga Hamburg. Nach dem Rückzug der ersten Mannschaft in die Regionalliga 2012 nahm sie bis 2019 am Spielbetrieb der Sonderklasse teil. Zur Saison 2019/20 erfolgte die Aufnahme in die Kreisliga. Seit 2022 spielte die dritte Mannschaft in der sechstklassigen Landesliga Hamburg, welche sie in der Saison 2024/25 als Meister abschloss und in die Oberliga Hamburg aufstieg.

### Juniorinnen
Ab der Saison 2016/17 bis zur Auflösung der Spielklasse nach der Saison 2023/24 spielten die B-Juniorinnen des HSV durchgängig in der B-Juniorinnen-Bundesliga. In der durch die COVID-19-Pandemie abgebrochene Spielzeit 2019/20 wurde die Mannschaft zum Meister der Staffel Nord/Nordost erklärt. Zwei Jahre später wiederholte die Mannschaft ihren Meistertitel. Im Finale um die deutsche Meisterschaft schlugen sie Eintracht Frankfurt im Stadion Hoheluft mit 2:1.

## Statistik

### Erfolge
- Aufstieg in die Bundesliga 1997, 2001, 2003, 2025
- Aufstieg in die 2. Bundesliga 2006*, 2023
- DFB-Pokal-Finalist 2002
- DFB-Hallenpokal-Finalist 2004, 2007, 2009
- Meister der Regionalliga Nord 1999, 2000, 2001, 2003, 2006*, 2022, 2023, 2025*
- Meister der 2. Bundesliga Nord 2011*
- Hamburger Meister 1975, 1990, 2000*, 2003*, 2010**, 2019, 2023*
- Hamburger Pokalsieger 1991, 1995, 1996, 1997, 2000, 2001, 2002*, 2003, 2004*, 2006*, 2014, 2017, 2019, 2021, 2022
- Meister der B-Juniorinnen-Bundesliga, Staffel Nord/Nordost 2020, 2022
- Deutsche B-Juniorinnen-Meisterschaft 2022
- Deutscher Futsal-Meister B-Juniorinnen 2019

Die mit einem Sternchen (*) versehenen Erfolge wurden von der 2. Mannschaft errungen und die mit zwei Sternchen (**) versehenen Erfolge von der 3. Mannschaft.

### Platzierungen seit 1991
| Saison                                                                                             | Liga                          | Platz | S  | U  | N  | Tore   | Punkte | DFB-Pokal          |
| -------------------------------------------------------------------------------------------------- | ----------------------------- | ----- | -- | -- | -- | ------ | ------ | ------------------ |
| 1990/91                                                                                            | Oberliga Nord                 | 08.   |    |    |    | 023:24 | 15:21  | nicht qualifiziert |
| 1991/92                                                                                            | Oberliga Nord                 | 04.   |    |    |    | 041:28 | 29:15  | 1. Runde           |
| 1992/93                                                                                            | Oberliga Nord                 | 03.   |    |    |    | 052:15 | 30:14  | nicht qualifiziert |
| 1993/94                                                                                            | Oberliga Nord                 | 04.   |    |    |    | 039:25 | 28:16  | 1. Runde           |
| 1994/95                                                                                            | Regionalliga Nord             | 02.   |    |    |    | 058:24 | 29:15  | nicht qualifiziert |
| 1995/96                                                                                            | Regionalliga Nord             | 10.   |    |    |    | 020:41 | :0017  | 1. Runde           |
| 1996/97                                                                                            | Regionalliga Nord             | 02.   |    |    |    | 065:15 | :0054  | 1. Runde           |
| 1997/98                                                                                            | Bundesliga                    | 12.   | 01 | 02 | 19 | 017:78 | :0005  | 2. Runde           |
| 1998/99                                                                                            | Regionalliga Nord             | 01.   | 18 | 01 | 01 | 082:09 | :0055  | 1. Runde           |
| 1999/00                                                                                            | Regionalliga Nord             | 01.   | 22 | 0  | 0  | 103:08 | :0066  | nicht qualifiziert |
| 2000/01                                                                                            | Regionalliga Nord             | 01.   | 21 | 01 | 0  | 076:07 | :0064  | Achtelfinale       |
| 2001/02                                                                                            | Bundesliga                    | 11.   | 02 | 02 | 18 | 016:62 | :0008  | Finale             |
| 2002/03                                                                                            | Regionalliga Nord             | 01.   | 20 | 01 | 01 | 082:08 | :0061  | Achtelfinale       |
| 2003/04                                                                                            | Bundesliga                    | 06.   | 10 | 04 | 08 | 047:37 | :0034  | Achtelfinale       |
| 2004/05                                                                                            | Bundesliga                    | 09.   | 06 | 02 | 14 | 020:48 | :0020  | 1. Runde           |
| 2005/06                                                                                            | Bundesliga                    | 05.   | 10 | 03 | 09 | 042:40 | :0033  | Achtelfinale       |
| 2006/07                                                                                            | Bundesliga                    | 09.   | 07 | 05 | 10 | 034:34 | :0026  | Achtelfinale       |
| 2007/08                                                                                            | Bundesliga                    | 10.   | 04 | 06 | 12 | 023:46 | :0018  | Achtelfinale       |
| 2008/09                                                                                            | Bundesliga                    | 06.   | 09 | 02 | 11 | 052:49 | :0029  | Achtelfinale       |
| 2009/10                                                                                            | Bundesliga                    | 07.   | 08 | 04 | 10 | 031:51 | :0028  | 2. Runde           |
| 2010/11                                                                                            | Bundesliga                    | 04.   | 12 | 02 | 08 | 042:42 | :0038  | Viertelfinale      |
| 2011/12                                                                                            | Bundesliga                    | 09.   | 05 | 07 | 10 | 023:40 | :0022  | Halbfinale         |
| 2012/13                                                                                            | Regionalliga Nord             | 06.   | 09 | 06 | 07 | 031:26 | :0033  | 1. Runde           |
| 2013/14                                                                                            | Regionalliga Nord             | 07.   | 08 | 04 | 08 | 042:33 | :0028  | nicht qualifiziert |
| 2014/15                                                                                            | Regionalliga Nord             | 08.   | 08 | 02 | 12 | 034:36 | :0026  | 1. Runde           |
| 2015/16                                                                                            | Regionalliga Nord             | 11.   | 03 | 04 | 15 | 022:66 | :0013  | nicht qualifiziert |
| 2016/17                                                                                            | Verbandsliga Hamburg          | 04.   | 15 | 03 | 04 | 088:27 | :0048  | nicht qualifiziert |
| 2017/18                                                                                            | Oberliga Hamburg              | 02.   | 17 | 03 | 02 | 081:23 | :0054  | 1. Runde           |
| 2018/19                                                                                            | Oberliga Hamburg              | 01.   | 20 | 0  | 0  | 123:09 | :0060  | nicht qualifiziert |
| 2019/20                                                                                            | Regionalliga Nord             | 05.   | 06 | 02 | 06 | 021:20 | :0020  | 2. Runde           |
| 2020/21                                                                                            | Regionalliga Nord – Staffel A | 05.   | 03 | 0  | 01 | 020:04 | :0009  | nicht qualifiziert |
| 2021/22                                                                                            | Regionalliga Nord             | 01.   | 24 | 02 | 0  | 110:17 | :0074  | Achtelfinale       |
| 2022/23                                                                                            | Regionalliga Nord             | 01.   | 25 | 0  | 01 | 106:09 | :0075  | 1. Runde           |
| 2023/24                                                                                            | 2. Bundesliga                 | 04.   | 15 | 05 | 06 | 058:33 | :0050  | Achtelfinale       |
| 2024/25                                                                                            | 2. Bundesliga                 | 03.   | 15 | 08 | 03 | 050:15 | :0053  | Halbfinale         |
| 2025/26                                                                                            | Bundesliga                    |       |    |    |    |        |        | Teilnahme          |
| grün unterlegte Spielzeiten kennzeichnen einen Aufstieg, rot unterlegte Spielzeiten einen Abstieg. |                               |       |    |    |    |        |        |                    |